# Сага о сыновьях Магнуса Голоногого
«Сага о сыновьях Магнуса Голоногого» (исл. Magnússona saga) — произведение средневековой исландской литературы, созданное в XIII веке. Одна из «королевских саг», вошедших в сборник «Круг Земной», который традиционно приписывают Снорри Стурлусону. Рассказывает о правлении в Норвегии трёх сыновей Магнуса III Голоногого — Эйстейна (1103—1123), Сигурда Крестоносца (1103—1130) и Олава (1103—1115). Олав умер, будучи ещё подростком, после этого совместно правили Сигурд и Эйстейн. Первый совершал далёкие походы, второй оставался дома, вершил суд и занимался строительством.
Автор саги использовал в своей работе более ранние произведения того же жанра — «Красивую кожу», «Обзор саг о норвежских конунгах». Кроме того, его источниками были скальдические стихи, которые он вставлял в текст. Снорри изображает сыновей Магнуса как носителей традиционных для правителей качеств, показывая индивидуальные различия: Сигурд — конунг-воин, а Эйстейн — конунг-строитель.